# Wilhelm Sturm
Wilhelm Sturm (* 8. Februar 1940 in Bochum; † 5. November 1996), auch „Willi“ gerufen, war ein deutscher Fußballspieler.

## Karriere

### Vereine
Aus dem Wattenscheider Stadtteilverein Union Günnigfeld hervorgegangen, gelangte Sturm zur Saison 1961/62 zum Oberligisten Borussia Dortmund. In seinen ersten beiden Oberligaspielzeiten bestritt er 53 Punktspiele, in denen er zehn Tore erzielte. Sein Pflichtspieldebüt gab er am 6. August 1961 (1. Spieltag) bei der 0:4-Niederlage im Auswärtsspiel gegen Westfalia Herne; seine ersten drei Punktspieltore erzielte er am 27. August 1961 (4. Spieltag) beim 10:3-Sieg im Heimspiel gegen den Duisburger Stadtteilverein Hamborn 07.
Von 1963 bis 1971 spielte er in der Bundesliga, die die Oberliga als höchste deutsche Spielklasse abgelöst hatte. Mit dem Saisonstart am 24. August 1963 bei der 2:3-Niederlage im Auswärtsspiel gegen Werder Bremen spielte er von Beginn an, sein erstes von insgesamt 186 Punktspielen. Eine Woche später gelangen ihm beim 3:3-Unentschieden im Heimspiel gegen den TSV 1860 München seine ersten beiden von insgesamt 12 Toren.
Während seiner Vereinszugehörigkeit bestritt er des Weiteren 19 Spiele im nationalen und 22 in den drei internationalen Pokalwettbewerben, wobei ihm am 10. November 1965 im Erstrunden-Hinspiel im Europapokal der Pokalsieger-Wettbewerb beim 3:0-Sieg gegen den ZSKA Sofia mit dem Treffer zum 1:0 in der 17. Minute sein einziges Tor gelang. Sein Debüt im europäischen Pokalwettbewerb gab er bereits am 11. September 1963 beim 4:2-Sieg im Vorrunden-Hinspiel bei Lyn Oslo im Landesmeister-Wettbewerb. In dem Messestädte-Pokal kam er in den jeweils beiden Hin- und Rückspielen in der ersten und zweiten Runde gegen Girondins Bordeaux und Manchester United zum Einsatz.

### Nationalmannschaft
Sein einziges Länderspiel für die A-Nationalmannschaft bestritt er am 7. Juni 1964 in Helsinki beim 4:1-Sieg über die Nationalmannschaft Finnlands.

## Erfolge
- Europapokalsieger der Pokalsieger 1966

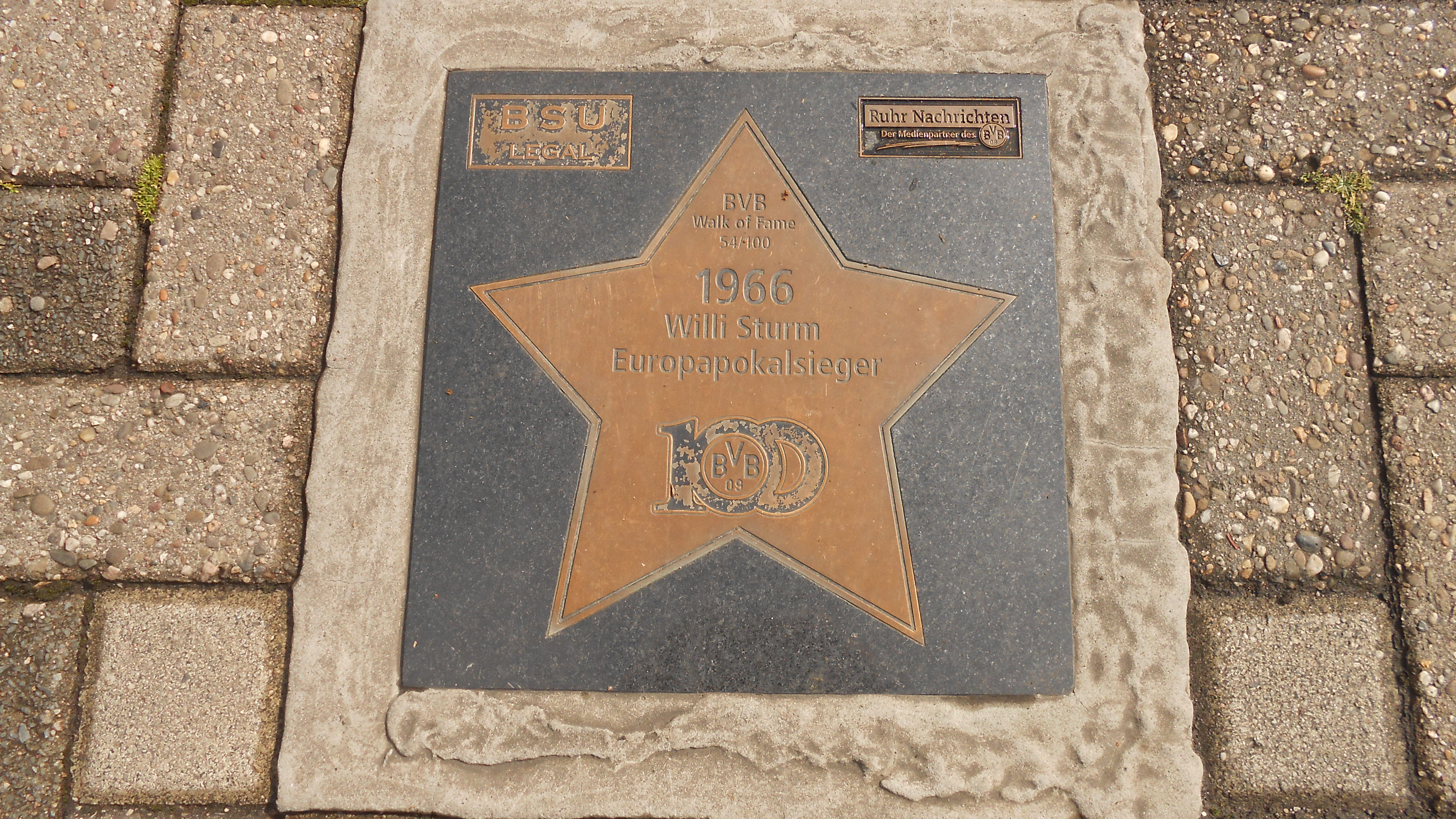
Stern für Willi Sturm auf dem BVB Walk of Fame
in der Dortmunder Innenstadt, Hansastraße / Südwall, auf der Ampel-Insel vor dem Stadtgarten.

- DFB-Pokal-Sieger 1965
- Deutscher Meister 1963

## Auszeichnungen
Im Jahre 1966 wurde er zusammen mit der Mannschaft des BVB mit dem Silbernen Lorbeerblatt ausgezeichnet.